# Бакалажево
Бакалажево (пол. Bakałarzewo) — село в Польщі, у гміні Бакалажево Сувальського повіту Підляського воєводства.
Населення — 816 осіб (2011).
У 1975-1998 роках село належало до Сувальського воєводства.

## Демографія
Демографічна структура станом на 31 березня 2011 року:
|          | Загалом | Допрацездатний вік | Працездатний вік | Постпрацездатний вік |
| -------- | ------- | ------------------ | ---------------- | -------------------- |
| Чоловіки | 422     | 98                 | 294              | 30                   |
| Жінки    | 394     | 76                 | 242              | 76                   |
| Разом    | 816     | 174                | 536              | 106                  |